# Seul (Simple End User Linux)
Simple End User Linux, ou Linux Simples para o Usuário Final é um grupo de defesa que promove programas de educação e ciência para Linux.
SEUL também suporta o portal do projeto WorldForge, como fonte do projeto SEUL/Edu, que se empenha em aumentar o uso do Linux e de softwares de Código Aberto em escolas.